# Friedrich von Uechtritz
Friedrich von Uechtritz, född den 12 september 1800 i Görlitz, död där den 15 februari 1875, var en tysk dramatiker.
von Uechtritz beklädde 1833–1858 ett högre juridiskt ämbete i Düsseldorf. Hans sorgespel (Alexander und Darius, 1827; Rosamunde, 1833; Die babylonier in Jerusalem, 1836, med flera) präglas av en viss upphöjd enkelhet och lyrisk flykt, men äger föga dramatiskt liv. Han utgav dessutom lyriska dikter, ett par historiska romaner, skildringen Blicke in das düsseldorfer Kunst- und Kunstlerleben (2 band, 1839–1841) med mera.